# 名山区
名山区是中国四川省雅安市所辖的一个市辖区。总面积614平方公里，常住人口254632人（2020年11月1日第七次人口普查）。

## 历史沿革
公元553年（西魏废帝二年），置蒙山郡，辖始阳、蒙山二县，为名山建县之始。593年（隋开皇十三年），将蒙山县改为名山县。
2012年9月30日撤销名山县，设立雅安市名山区。

## 行政区划
名山区下辖2个街道办事处、11个镇：
永兴街道、蒙阳街道、百丈镇、车岭镇、马岭镇、新店镇、蒙顶山镇、黑竹镇、红星镇、中峰镇、茅河镇、前进镇和万古镇。

## 交通
- 成渝环线高速
- 成名高速
- 318国道

## 经济发展
2014年名山区生产总值（GDP）完成558886万元，按可比价格计算，增长9.1%。其中，第一产业增加值156074万元，增长4.2%；第二产业增加值256980万元，增长11.4%；第三产业增加值145832万元，增长9.8%。三次产业对经济增长的贡献率分别为12.1%、60.8%和27.1%。人均地区生产总值21090元，增长8.4%。三次产业结构由上年的28.6:46.1:25.3调整为27.9：46.0：26.1。
2014年名山区民营经济增加值338841万元，同比增长10.3%，比GDP增速高出1.2个百分点，总量占GDP的60.9%，对GDP增长的贡献率为69.7%。

## 特产
蒙山茶：中国地理标志产品。

## 代表企业
- 蒙顶山茶叶交易所
- 蒙顶山跃华茶业集团
- 蒙顶山味独珍茶业有限公司